# Independencia (ligne C du métro de Buenos Aires)
Pour les articles homonymes, voir Independencia.
Independencia est une station de la ligne  du métro de Buenos Aires en Argentine, située à l'intersection de l' Avenida Independencia et de la rue calle Bernardo de Irigoyen, dans le quartier ou barrio de Constitución. Cette station présente une correspondance avec la station homonyme de la ligne .

## Histoire
La station fut inaugurée en novembre 1934. Ses quais sont ornés de céramiques représentant des paysages d'Espagne, avec des phrases en calligraphie arabe.
En 1997, cette station a été déclarée  Monument Historique National.